# 페르시푸라 자야푸라
페르사투안 세파크볼라 인도네시아 자야푸라(Persatuan Sepakbola Indonesia Jayapura)는 파푸아 주 자야푸라를 연고로 하는 인도네시아의 축구 클럽이다. 현재는 리가 2에 참가하고 있다. 홈 구장은 약 30,000명을 수용할 수 있는 만달라 스타디움이다.

## 우승 기록
- 인도네시아 슈퍼리그
  - 우승 : 2008

- 리가 인도네시아
  - 우승 : 2005

- 인도네시아 커뮤니티 쉴드
  - 우승 : 2009

## 선수 명단

### 현역
참고: FIFA 자격 규정에 따라 소속된 국가대표팀 국기를 표시합니다. 선수는 복수의 FIFA 비회원국 국적을 가지고 있을 수 있습니다.
| 번호 | 포지션 | 국적 | 이름      |
| ---- | ------ | ---- | --------- |
| 6    | MF     | 이란 | 알리 누리 |

| 번호 | 포지션 | 국적 | 이름      |
| ---- | ------ | ---- | --------- |
| 90   | DF     |      | 조니 캠벨 |

## 역대 감독
| 감독              | 임기   |
| ----------------- | ------ |
| 리카르도 살람페시 | 2023 ~ |

틀:페르시푸라 자야푸라 선수 명단